# 觀塘液化天然氣接收站
觀塘液化天然氣接收站，又稱第三液化天然氣接收站、觀塘液化天然氣接收港、觀塘液化天然氣廠，簡稱三接，為臺灣興建中的第三座液化天然氣接收站，位於桃園市觀音區大潭的觀塘工業區之工業港內。建造目的是為自國外進口液化天然氣（LNG）經儲存、加壓、氣化及計量後，以天然氣管線送給鄰近的台灣電力公司大潭發電廠新建的第七、八、九號燃氣複循環發電機組，以及北臺灣其他燃氣電廠、工廠鍋爐及民生家庭用氣需求，屆時臺灣北、中、南各有一座接收站。該接收站初期規劃年營運量為300萬噸。

## 沿革

### 背景
行政院推動「增氣減煤」能源轉型政策，天然氣需求大幅度增加。台灣中油評估決定於桃園大潭觀塘工業區、工業專用港位址興建北部第三座液化天然氣接收站，於2015年2月提出「第三座天然氣接收站投資計畫」可行性研究報告，並於同年9月經行政院核定，興建第三座接收站。

### 規劃
1999年4月15日，行政院環保署第57次環境影響評估委員會，經由會議審查通過原開發單位東鼎公司提出之「桃園縣觀塘工業區開發計畫環境影響評估報告書」。2000年3月30日，行政院環保署第69次環境影響評估委員會，經由會議審查通過開發單位經濟部工業局之「桃園縣觀塘工業區工業專用港環境影響說明書」。

### 施工
觀塘工業區第一期造地工程於2001年11月12日正式開工。2016年台灣中油決定以企業併購方式取得東鼎所有觀塘工業區開發權益。2017年1月18日台灣中油併購東鼎公司案獲中華民國公平交易委員會通過。2018年10月8日行政院環保署第340次環境影響評估委員會審查通過「觀塘工業專用港現況差異分析及對策檢討暨環境影響差異分析報告」暨「觀塘工業區藻礁生態系因應對策暨環差分析報告」。2019年11月正式開工，2025年5月完工啟用。

## 廠區規劃

### 特色
觀塘接收站初期規劃年輸儲能量為300萬噸，於2025年完工。站址附近海岸主要為藻礁地質，因此接收站設施用地只使用原開發單位東鼎公司已經圍堰並填築之用地上，工業區其他範圍則保留現況。LNG船靠港卸收的工業港則採離岸開放式設計，港與站區間保有約750公尺自然水域，其間則以棧橋連通供LNG管線以及操作人員進出使用。

### 工程內容
觀塘液化天然氣接收站計畫工程內容包括三部分：
1. 建港工程
2. 接收站輸儲設備工程
3. 輸氣管線及配氣站工程

## 外部連結
- 觀塘工業區(港)生態保育執行委員會專區 （页面存档备份，存于）台灣中油